# 初花

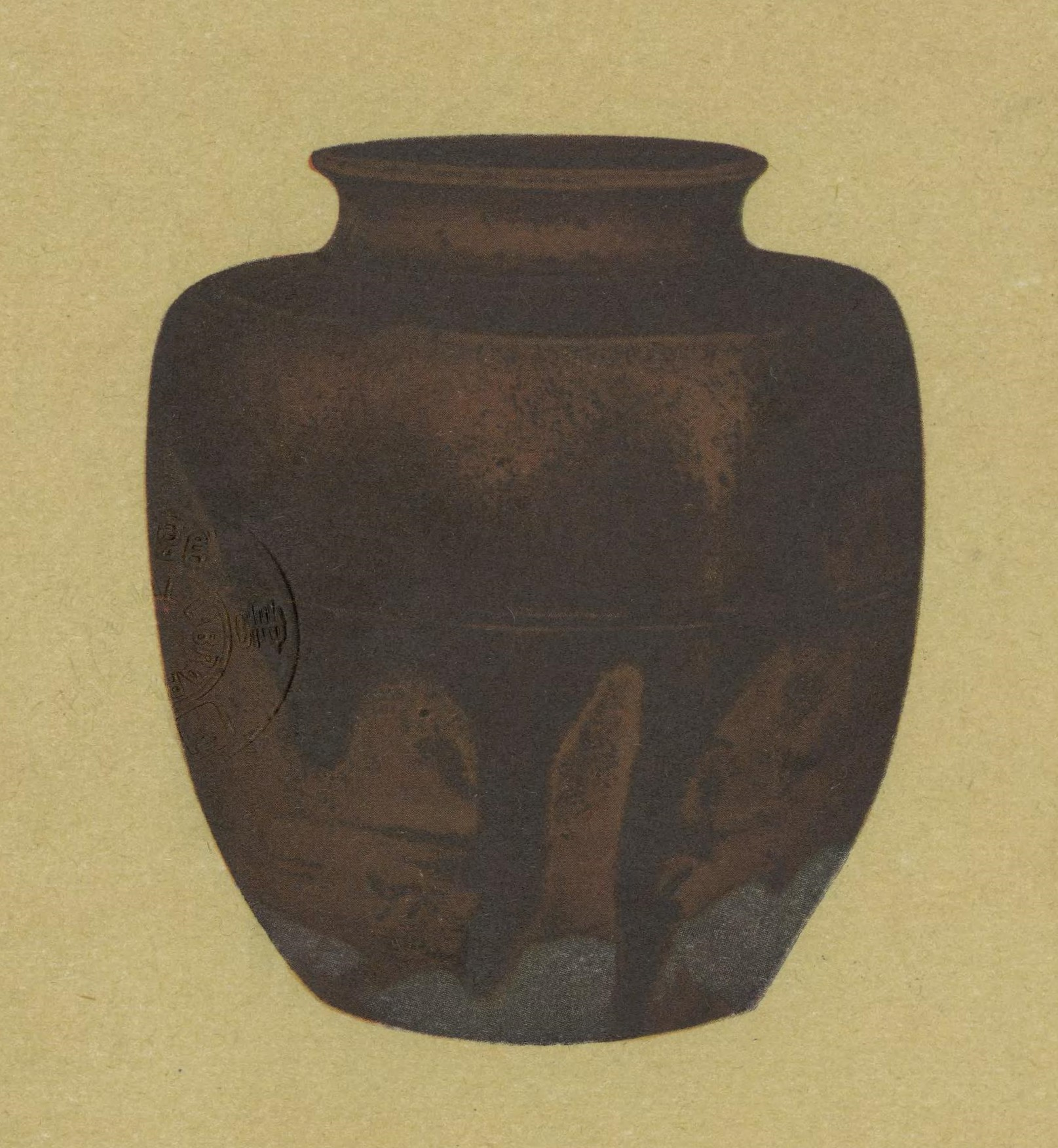
唐物肩衝茶入 銘初花（重要文化財）、公益財団法人徳川記念財団所蔵。

初花（はつはな）は、楢柴肩衝・新田肩衝と並んで天下三肩衝と呼ばれた茶入の一つである。一般的には初花肩衝と呼ばれる。徳川将軍家伝来の陶製茶入である。古来「大名物」として名高い茶入で、中国の南宋または元時代の作と推定され、戦国時代に日本に渡来した。
重要文化財指定名称は、唐物肩衝茶入 銘初花（からものかたつきちゃいれ めいはつはな）で、現在は東京の德川記念財団が所蔵している。

## 概要
陶製、高さ8.8センチメ－トル。「肩衝」とは器の肩部が水平に張った茶入のこと。肩から底部にかけて茶褐色の釉が流れて景色をつくっている。均整のとれた優美な作ぶりである。
初花という命名は室町幕府第8代将軍・足利義政とされ、その形状釉色が優美婉麗で春の先駆けする初番の名花に似るためだという。

## 伝来
日本に伝来する以前は楊貴妃の油壺であったともいう。足利義政から村田珠光の門人の鳥居引拙の所持となり、京の大文字屋疋田宗観を経て、永禄12年（1569年）4月頃に織田信長に進上された。元亀2年（1571年）と天正2年（1574年）に行われた信長の茶会で使用されたことが確認できる。当時、初花肩衝は新田肩衝に次ぐ「天下二」の肩衝と評価されていたという。
天正5年（1577年）12月28日、信長は嫡男の信忠が三位中将に昇進した祝いと家督相続の印として他10種の茶道具とともに初花を譲るが、天正10年（1582年）6月に本能寺の変により流出した。その後、徳川家臣の松平親宅（法名・念誓）が所有した。そして念誓から徳川家康に献上された。念誓はこの功績によって倉役・酒役など一切の諸役免除の免許状が与えられた。
念誓がどのような経路で初花を入手したかは不明だが、弟の教山善誉は京誓願寺住職を務めている。この誓願寺は家康が徳川氏に改姓する際に仲立ちを依頼した泰翁慶岳も住職を務めており、朝廷や徳川家との縁が深い。本能寺の変で信忠は妙覚寺から隣接する二条御新造（二条城）に移った際に、主である東宮誠仁親王と若宮・和仁王（後の後陽成天皇）を脱出させている。この脱出時に持ち出された初花が、誓願寺を経由して念誓に流れたと見られる。
天正11年（1583年）6月までに賤ヶ岳の戦いの戦勝祝いに羽柴秀吉へ贈られる。このことは千宗易が島井宗室へ宛てた書状に書いている。初花を手に入れた秀吉は大坂城初の茶会を始め、たびたび大茶会にこれを飾った。これは秀吉は初花を使用して見せることで、自分が信長－信忠－秀吉と続く織田政権の後継者と周囲に示そうとしたものと考えられる。なお、天正15年（1587年）、九州征伐により楢柴肩衝も秋月種実から秀吉の手に渡り、天下三肩衝が秀吉の元に揃う。
秀吉の死後に宇喜多秀家へと相続されるが、秀家が関ヶ原の戦いに敗れたため再び家康の手に渡る。家康は大坂の陣で戦功のあった孫・松平忠直（結城秀康の子）に、恩賞として与えた。忠直は褒美に領地を貰えなかったことに不満を持ち、初花を打ち砕いたという話もあるが、初花が現存しているので作り話と考えられる。忠直改易後は長子の松平光長が相続したが、光長が越後騒動で改易されると、姪の女二の宮（光長同母妹・亀姫の次女）が預かる。光長放免後は再び光長に戻されるが、元禄11年（1689年）光長の養嗣子・長矩が津山藩主になると、同年12月、その御礼として江戸幕府に献上された。
忠直が打ち砕いたとされる茶壷は修復され、「初花の茶壷」として福井市立郷土歴史博物館に保管されている。「初花の茶入」と「初花の茶壷」は、よく混同されるので注意が必要である。